# Stade
Stade (dolnoniem. Stood) – miasto powiatowe w Niemczech w kraju związkowym Dolna Saksonia, siedziba powiatu Stade. W 2001 liczyło 45 152 mieszkańców, w 2005 - 45 928, a w 2008 45 918 mieszkańców.
Miasto zostało założone w 994.
W mieście znajduje się huta aluminium, stocznia, port rzeczny oraz muzeum.

## Współpraca
Miejscowości partnerskie Stade to:
- Giwat Szemu’el, Izrael
- Gołdap, Polska
- Karlshamn, Szwecja